# Katholieke Kerk in Burkina Faso

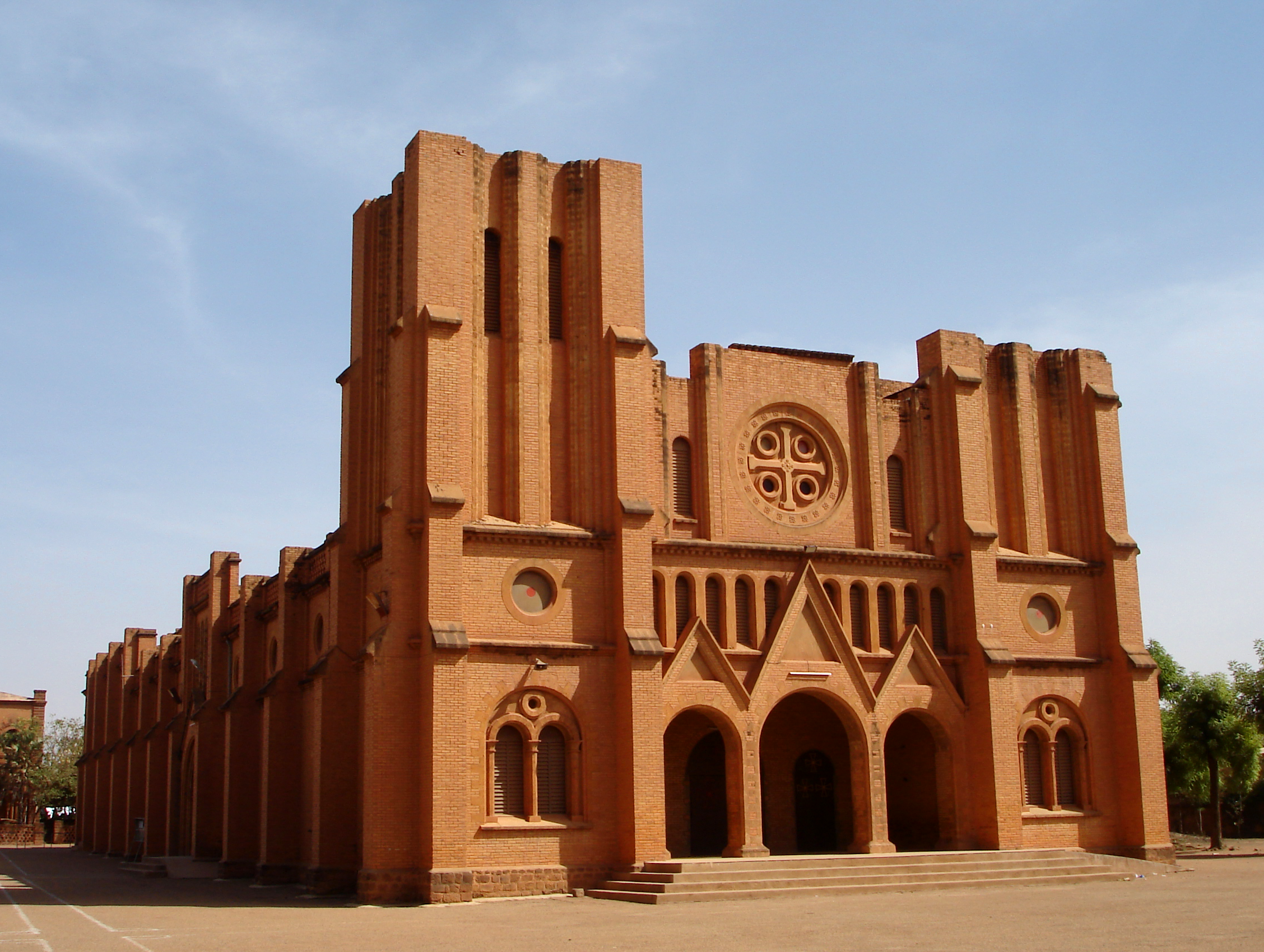
Kathedraal van Ouagadougou

De Katholieke Kerk in Burkina Faso is een onderdeel van de wereldwijde Katholieke Kerk, onder het geestelijk leiderschap van de paus en de curie in Rome.
In 2005 waren ongeveer 1.484.000 (11,7%) van de 12.700.000 inwoners van Burkina Faso katholiek. Een census uit 2006 geeft aan dat 19% van de bevolking zichzelf als katholiek opgeeft.
Het land bestaat uit 15 bisdommen verdeeld over 3 kerkprovincies. De bisschoppen zijn lid van de bisschoppenconferentie van Burkina Faso en Niger (Conférence des Evêques de Burkina Faso et du Niger). Sinds mei 2007 is Séraphin François Rouamba, aartsbisschop van Koupéla, president van de bisschoppenconferentie. Verder is men lid van de Conférences Episcopales Régionale de l’Afrique de l’Ouest Francophone en de Symposium des Conférences Episcoaples d’Afrique et de Madagascar.
Apostolisch nuntius voor Burkina Faso is aartsbisschop Eric Soviguidi.

## Bisdommen

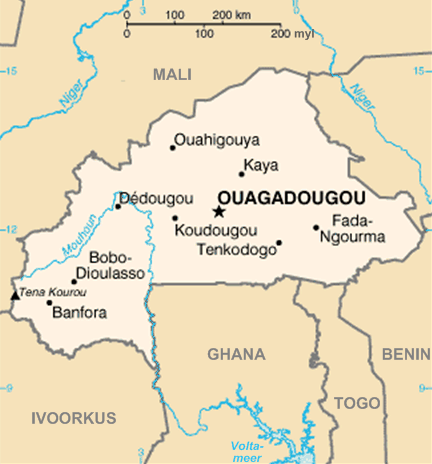
Kaart van Burkina Faso

| - Aartsbisdom - Bisdom |

- Bobo-Dioulasso
  - Banfora
  - Dédougou
  - Diébougou
  - Gaoua
  - Nouna
- Koupéla
  - Dori
  - Fada N’Gourma
  - Kaya
  - Tenkodogo
- Ouagadougou
  - Koudougou
  - Manga
  - Ouahigouya

## Kardinalen
- Paul Zoungrana (1917 - 2000)
- Philippe Ouédraogo (°1945)

## Nuntii
- Apostolisch pro-nuntius
  - Aartsbisschop Giovanni Mariani (17 augustus 1973 – 11 januari 1975)
  - Aartsbisschop Luigi Barbarito (5 april 1975 – 10 juni 1978)
  - Aartsbisschop Luigi Dossena (24 augustus 1978 – 8 september 1979)
  - Aartsbisschop Justo Mullor García (2 mei 1979 – 3 mei 1985)
  - Aartsbisschop Antonio Mattiazzo (16 november 1985 – 5 juli 1989)
  - Aartsbisschop Janusz Bolonek (18 november 1989 – 23 januari 1995)
- Apostolisch nuntius
  - Aartsbisschop Luigi Ventura (25 maart 1995 – 25 maart 1999)
  - Aartsbisschop Mario Zenari (25 juli 1999 – 10 mei 2004)
  - Aartsbisschop Mario Roberto Cassari (31 juli 2004 – 12 juni 2007)
  - Aartsbisschop Vito Rallo (12 juni 2007 – 15 januari 2015)
  - Aartsbisschop Piergiorgio Bertoldi (24 april 2015 – 19 maart 2019)
  - Aartsbisschop Michael Francis Crotty (1 februari 2020 – 16 juli 2024)
  - Aartsbisschop Giancarlo Dellagiovanna (15 maart 2025 - 15 augustus 2025)
  - Aartsbisschop Eric Soviguidi (sinds 15 augustus 2025)